# Ultimate Diamond
ULTIMATE DIAMOND – siódmy album japońskiej piosenkarki Nany Mizuki, wydany 3 czerwca 2009. Album został wydany w dwóch edycjach: CD i limitowana CD+DVD. Pierwsze wydanie tego albumu zawierało 44-stronicową broszurą. Limitowana wersja CD+DVD zawiera DVD z koncertu w Shinjuku Koma Theater, który odbył się 11 października 2008 roku. Na tym koncercie artystka wykonała covery do dwóch piosenek enka: Yozakura Oshichi autorstwa Fuyumi Sakamoto oraz Kawachi Otoko Bushi autorstwa Mitsuko Nakamury, znajdują się one również na płycie DVD. Utwór Gimmick Game został użyty w otwarciach programu Card Gakuen (jap. カード学園) stacji TBS. Album osiągnął 1 pozycję w rankingu Oricon, sprzedał się w nakładzie 104 902 egzemplarzy.

## Lista utworów

### CD
| Nr  | Tytuł                                                                    | Słowa          | Kompozycja          | Aranżacja                          | Czas |
| --- | ------------------------------------------------------------------------ | -------------- | ------------------- | ---------------------------------- | ---- |
| 1.  | "MARIA&JOKER"                                                            | Hibiki         | Noriyasu Agematsu   | Noriyasu Agematsu                  | 4:12 |
| 2.  | "Etsuraku Camellia" (jap. 悦楽カメリア)                                  | Nana Mizuki    | Shōgo Ōnishi        | Shōgo Ōnishi                       | 3:49 |
| 3.  | "PERFECT SMILE"                                                          | Hiroyuki Itō   | Hiroyuki Itō        | Hiroyuki Itō                       | 3:23 |
| 4.  | "Trickster"                                                              | Nana Mizuki    | Noriyasu Agematsu   | Noriyasu Agematsu                  | 3:47 |
| 5.  | "Mr.Bunny!"                                                              | SAYURI         | Mitsuru Wakabayashi | Shin'ya Saitō                      | 4:33 |
| 6.  | "Chinmoku no Kajitsu" (jap. 沈黙の果実)                                  | Shihori        | Shihori             | Renka Amou                         | 3:52 |
| 7.  | "Brand New Tops"                                                         | Yūmao          | Tomoya Miyabi       | Tomoya Miyabi                      | 4:34 |
| 8.  | "Shōnen" (jap. 少年)                                                     | Toshirō Yabuki | Toshirō Yabuki      | Toshirō Yabuki, Tsutomu Ōhira      | 4:42 |
| 9.  | "Gimmick Game"                                                           | Hibiki         | Junpei Fujita       | Junpei Fujita                      | 4:22 |
| 10. | "Dancing in the velvet moon"                                             | Nana Mizuki    | Noriyasu Agematsu   | Noriyasu Agematsu, Masato Nakayama | 4:32 |
| 11. | "ray of change"                                                          | Kazunori Saita | Kazunori Saita      | Kōichirō Takahashi                 | 4:22 |
| 12. | "Shin’ai" (jap. 深愛)                                                    | Nana Mizuki    | Noriyasu Agematsu   | Hitoshi Fujima                     | 4:55 |
| 13. | "Aoki hikari no hate -ULTIMATE MODE-" (jap. 蒼き光の果て-ULTIMATE MODE-) | Junko Tsuji    | Shunsuke Matsui     | Hitoshi Fujima                     | 4:27 |
| 14. | "Astrogation"                                                            | Hibiki         | Jun Suyama          | Jun Suyama                         | 4:33 |
| 15. | "Yume no tsuzuki" (jap. 夢の続き)                                        | Nana Mizuki    | Nana Mizuki         | Junpei Fujita                      | 5:16 |

### DVD
Shinjuku Koma Theater zachō kōen "Mizuki Nana ōini utau" (jap. 新宿コマ劇場座長公演「水樹奈々 大いに唄う」)
1. "Utahime hana shioki hayate no Nana sanjō" (jap. 歌姫華仕置 疾風の奈々参上)
1. "San'akunin tōjō" (jap. 三悪人登場)
2. "Hayate no Nana tōjō" (jap. 疾風の奈々登場)
3. "Mikka-go" (jap. 三日後)
4. "Yozakura Oshichi" (jap. 『夜桜お七』)
5. "Ōtachimawari" (jap. 大立ち回り)
6. "Jī tōjō" (jap. 爺登場)
7. "Nana Hime tōjō" (jap. 奈々姫登場)
8. "Kawachi Otoko Bushi" (jap. 『河内おとこ節』)
9. "Curtain Call ~ END" (jap. カーテンコール〜END)

2. "MAKING"